# Communauté de communes de Vie-et-Boulogne
Ne pas confondre avec la communauté de communes Vie-et-Boulogne, créée en 2000 sous ce même nom.
La communauté de communes de Vie-et-Boulogne, appelée couramment « Vie-et-Boulogne », est une intercommunalité à fiscalité propre française située dans le département de la Vendée et la région des Pays de la Loire.
Créée le 1er janvier 2017, elle résulte de la fusion de la communauté de communes Vie-et-Boulogne et de celle du Pays-de-Palluau.

## Histoire
Dans le cadre de la loi du 7 août 2015 portant nouvelle organisation territoriale de la République (Notre), le Gouvernement élève à 15 000 habitants le seuil des intercommunalités à fiscalité propre dans le but d’obtenir des territoires plus cohérents, adaptés aux « bassins de vie » et dotés d’une capacité de mutualisation plus importante.
Dans le nord-ouest de la Vendée, la communauté de communes du Pays-de-Palluau, dotée de 12 608 habitants au recensement de 2013, était contrainte à s’associer avec une communauté de communes voisine. Alors que la majorité des communes souhaitaient se rapprocher de Vie-et-Boulogne, Saint-Christophe-du-Ligneron désirait rejoindre la nouvelle intercommunalité autour de Challans. En conséquence, le schéma départemental de coopération intercommunale de la Vendée, proposé par le préfet en mars 2016, suggère une fusion de ces structures sans la commune de Saint-Christophe-du-Ligneron.
La communauté de communes est créée par un arrêté préfectoral du décembre 2016, avec effet au 1er janvier 2017. Son nom, communauté de communes de Vie-et-Boulogne, est annoncé en juin 2016.

## Territoire communautaire

### Géographie
Située au nord  du département de la Vendée, dans un territoire marqué du point de vue paysager par le Bocage, la communauté de communes de Vie et Boulogne regroupe 15 communes et s'étend sur 489,7 km2.

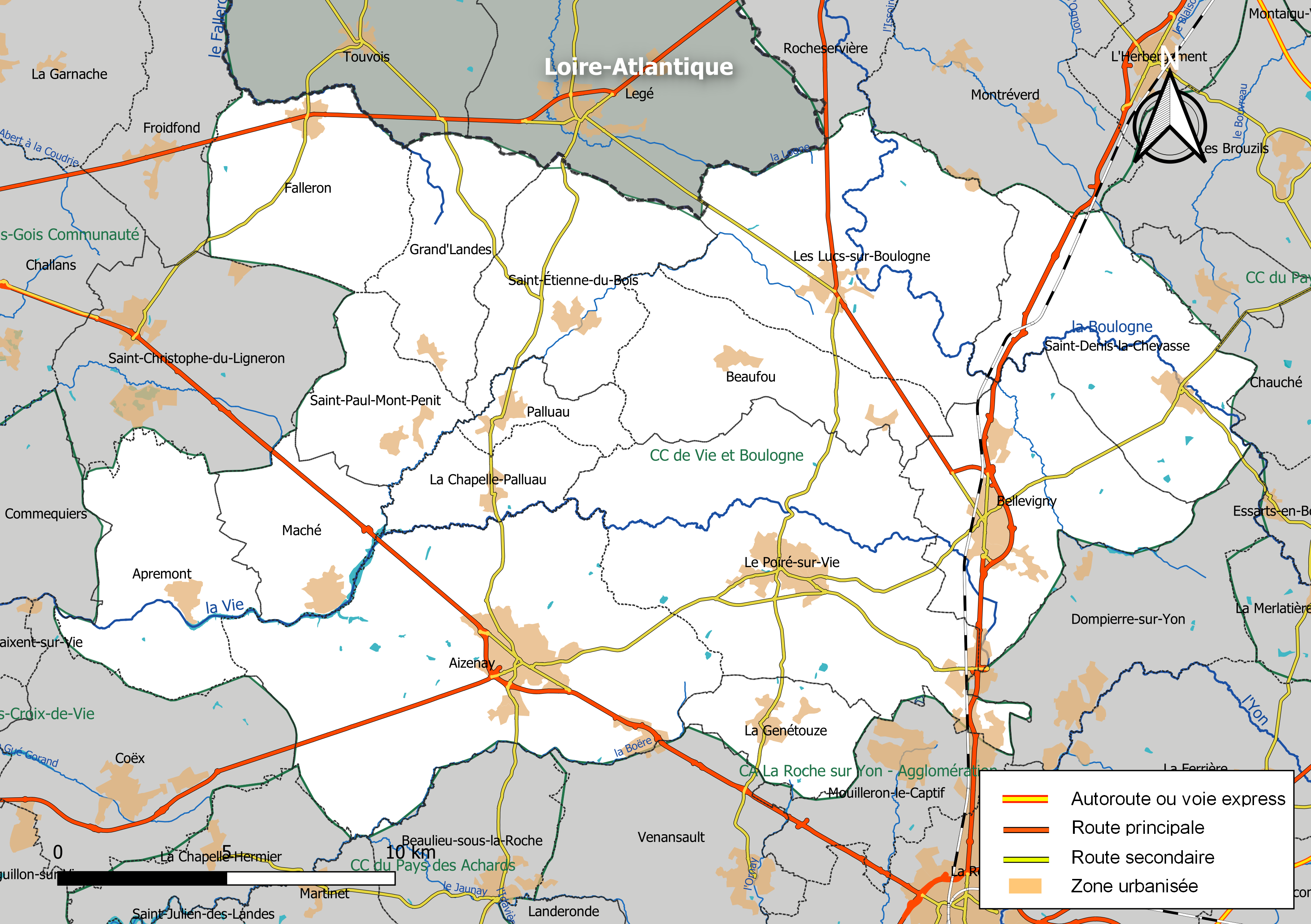
Carte de la communauté de communes de Vie et Boulogne au 1er janvier 2019.

### Composition

Limites communales du territoire communautaire.

La communauté de communes est composée des 15 communes suivantes :

| Nom                      | Code Insee | Gentilé       | Superficie (km2) | Population (dernière pop. légale) | Densité (hab./km2) |
| ------------------------ | ---------- | ------------- | ---------------- | --------------------------------- | ------------------ |
| Le Poiré-sur-Vie (siège) | 85178      | Genôts        | 71,9             | 8 637 (2022)                      | 120                |
| Aizenay                  | 85003      | Agésinates    | 81,06            | 10 218 (2022)                     | 126                |
| Apremont                 | 85006      | Apremontais   | 29,73            | 2 028 (2022)                      | 68                 |
| Beaufou                  | 85015      | Meillerets    | 29,06            | 1 654 (2022)                      | 57                 |
| Bellevigny               | 85019      |               | 38,52            | 6 239 (2022)                      | 162                |
| La Chapelle-Palluau      | 85055      | Chapellois    | 13,01            | 1 108 (2022)                      | 85                 |
| Falleron                 | 85086      | Falleronnais  | 28,64            | 1 704 (2022)                      | 59                 |
| La Genétouze             | 85098      | Genestosiens  | 13,12            | 1 963 (2022)                      | 150                |
| Grand’Landes             | 85102      | Grand’Landais | 20,49            | 725 (2022)                        | 35                 |
| Les Lucs-sur-Boulogne    | 85129      | Lucquois      | 53,15            | 3 671 (2022)                      | 69                 |
| Maché                    | 85130      | Machéens      | 18,13            | 1 754 (2022)                      | 97                 |
| Palluau                  | 85169      | Palludéens    | 7,43             | 1 110 (2022)                      | 149                |
| Saint-Denis-la-Chevasse  | 85208      | Dionysiens    | 39,47            | 2 425 (2022)                      | 61                 |
| Saint-Étienne-du-Bois    | 85210      |               | 29,44            | 2 251 (2022)                      | 76                 |
| Saint-Paul-Mont-Penit    | 85260      | Mont-Penois   | 16,58            | 857 (2022)                        | 52                 |

### Instances administratives
À la suite de l’arrêté du préfet de région du 25 octobre 2016 portant modification des limites des arrondissements du département, plusieurs communes ont quitté (au 1er janvier 2017) l’arrondissement des Sables-d’Olonne pour celui de La Roche-sur-Yon. Il s’agit de huit communes de l’ancien canton de Palluau (sans Saint-Christophe-du-Ligneron) : Apremont, La Chapelle-Palluau, Falleron, Grand’Landes, Maché, Palluau, Saint-Étienne-du-Bois et Saint-Paul-Mont-Penit.
En outre, les communes de l’intercommunalité appartiennent aux cantons d’Aizenay et de Challans depuis le 2 avril 2015.

## Administration

### Siège
Le siège de la communauté de communes de Vie-et-Boulogne se confond avec celui de la communauté de communes Vie-et-Boulogne, situé au 24, rue des Landes, au Poiré-sur-Vie.

### Conseil communautaire
Selon l’arrêté préfectoral portant établissement du nombre et répartition des délégués du 21 novembre 2016, le conseil communautaire comprend par commune :
| Nombre de délégués                  | Communes                                                                                                |
| ----------------------------------- | --- |
| 8                                   | Aizenay et Le Poiré-sur-Vie                                                                             |
| 6                                   | Bellevigny                                                                                              |
| 4                                   | Les Lucs-sur-Boulogne                                                                                   |
| 3                                   | Saint-Denis-la-Chevasse                                                                                 |
| 2                                   | Apremont, Beaufou, La Chapelle-Palluau, Falleron, La Genétouze, Maché, Palluau et Saint-Étienne-du-Bois |
| 1                                   | Grand’Landes et Saint-Paul-Mont-Penit                                                                   |
| Conseil communautaire : 47 membres. | |

### Présidence
| Période        | Période        | Identité        | Étiquette | Qualité                                                                                        |
| -------------- | -------------- | --------------- | --------- | ---------------------------------------------------------------------------------------------- |
| 2 janvier 2017 | 6 octobre 2017 | Didier Mandelli | LR        | Conseiller municipal du Poiré-sur-Vie (depuis 2001) Sénateur, élu dans la Vendée (depuis 2014) |
| 6 octobre 2017 | En cours       | Guy Plissonneau | DVD       | Maire de La Génétouze (2014-2017), puis de La Genétouze (depuis 2017)                          |

## Identité visuelle
À l’été 2016, la communauté de communes Vie-et-Boulogne indique que l’identité visuelle serait identique à la précédente malgré la création d’une nouvelle structure intercommunale. Dans le cadre du projet de mandature 2020-2026, une nouvelle identité visuelle est retenue et déployée à partir de janvier 2022,.

Logotype (2017-2022).
Logotype (depuis 2022).